# Sonatina per a violí i piano (Weinberg)
La Sonatina per a violí i piano en sol sostingut menor, op. 46, va ser composta el 1949 per Mieczysław Weinberg. La va dedicar a l'amic i compositor Dmitri Xostakóvitx.

## Moviments
- I.Allegretto
- II.Lento - Allegro - Tempo primo
- III.Allegro moderato - Lento

## Origen i context
La Doctrina Jdànov de febrer de 1948 va impulsar Weinberg a buscar diverses maneres de crear música més accessible per al públic. Aquesta Sonatina per a violí va ser un dels seus intents més reeixits i, a diferència de les seves dues sonates anteriors, transmet el seu contingut expressiu de manera més directa i propera.